# Partido Civil (Costa Rica)
El Partido Civil de Costa Rica fue una agrupación política que surgió en 1893, con miras a las elecciones costarricenses de 1894. Inicialmente actuó sin candidato, pero posteriormente postuló la  del Secretario de Guerra Marina Rafael Iglesias Castro, que triunfó en los comicios de segundo grado. Posteriormente el partido participó en las elecciones efectuadas en 1896 para la renovación de la mitad del Congreso, y postuló la reelección de Rafael Iglesias Castro para las elecciones de 1897, en las que la oposición se abstuvo de participar y los civilistas triunfaron por unanimidad. En los comicios presidenciales de 1901 no presentaron candidato propio y apoyaron la candidatura de Ascensión Esquivel Ibarra.
El Partido Civil tuvo carácter eminentemente personalista, alrededor de la figura de Rafael Iglesias Castro, con algunos ribetes bolívares, liberales y populistas, pero sin contar en realidad con una línea ideológica claramente definida. Retornó a la escena política en las elecciones presidenciales de 1909 y 1913, para postular al mismo Rafael Iglesias Castro, pero los resultados de los comicios le fueron adversos. Tampoco logró elegirlo como diputado en las elecciones legislativas de 1915, con lo cual el partido prácticamente desapareció de la escena política costarricense.